# Konfederation
En konfederation är en union med bibehållen suveränitet för de ingående parterna.
Ordet konfederation kommer av senlatinets confoederatio (förbund), vilket i sin tur består av latinets foedus (förbund, fördrag) och prefixet con-, som har den ursprungliga betydelsen ”tillsammans”, ”hop-”, men som ofta använts för att modifiera grundordets betydelse.
Statsrättsligt är en konfederation detsamma som statsförbund. De konstituerande staternas inbördes förhållande är oftast reglerat av ett fördrag istället för en konstitution. Beslut i gemensamma organ förutsätter ofta konsensus.
Konfederationer var vanligare förr; de har ofta visat sig vara instabila, varför de antingen upplösts eller utvecklats till federationer (som Australien). Exempel på konfederationer som upplösts är Centralamerikanska konfederationen 1823–1840 och Tyska förbundet 1815–1866. Under amerikanska inbördeskriget 1861–1865 sammanslöt sig USA:s sydstater till Amerikas konfedererade stater.
Före detta Brittiska samväldet, bildat 1931, kunde till en början liknas vid en konfederation, men parallellt med avkoloniseringen har Samväldet (som namnet lyder sedan 1946) efter andra världskriget utvecklats till en mellanstatlig organisation. Oberoende staters samvälde (OSS) hade vid bildandet 1991 i samband med Sovjetunionens upplösning karaktären av en konfederation, men har i längden inte spelat någon sådan roll. Europeiska unionen (EU) har ibland beskrivits som en konfederation, men det är ingen vedertagen karakteristik (se även sui generis).
En konfederation som bestått sedan omkring år 1600 är Irokesförbundet. Andra nutida unionsförhållanden som liknar konfederationer är de mellan en större stat och en eller flera mindre stater, oftast före detta kolonier eller protektorat. Då talar man oftare om associerade stater.
I Polens historia betecknas med begreppet konfederationer de förbund som under senare hälften av 1600-talet och i synnerhet under 1700-talet ofta ingicks av medlemmar av adeln i ett eller annat politiskt syfte. Om ett sådant förbund omfattade adeln i hela landet kallades den generalkonfederation och fick statsärendenas avgörande i sin hand.
Schweiz har ordet ”konfederation” i sina latinska, franska, italienska och rätoromanska namnformer (Confoederatio Helvetica, Confédération suisse, och så vidare) men staten liknar mer en federation.
Konfedrationen i Vadstena från 1501 är ett Svenskt exempel.